# Chézard-Saint-Martin
Chézard-Saint-Martin (toponimo francese) è una frazione di 1 819 abitanti del comune svizzero di Val-de-Ruz (Canton Neuchâtel).

## Geografia fisica
Chézard-Saint-Martin si trova nella valle Val-de-Ruz formata dal fiume Le Seyon, a nord del lago di Neuchâtel.

## Storia
Già comune autonomo formato dalle frazioni di Grand-Chézard, Petit-Chézard e Saint-Martin e che si estendeva per 13,05 km², in seguito all'esito favorevole del referendum del 27 novembre 2011 il 1º gennaio 2013 è stato aggregato agli altri comuni soppressi di Boudevilliers, Cernier, Coffrane, Dombresson, Engollon, Fenin-Vilars-Saules, Fontainemelon, Fontaines, Le Pâquier, Les Geneveys-sur-Coffrane, Les Hauts-Geneveys, Montmollin, Savagnier e Villiers per formare il nuovo comune di Val-de-Ruz.

## Monumenti e luoghi d'interesse
- Chiesa parrocchiale riformata di San Martino, attestata dal 998 e ricostruita nel 1684[2].

## Società

### Evoluzione demografica
L'evoluzione demografica è riportata nella seguente tabella:
Abitanti censiti

## Economia
Chézard-Saint-Martin è un paese prevalentemente residenziale e artigianale.